# Platymantis neckeri
Platymantis neckeri là một loài ếch trong họ Ranidae.
Nó được tìm thấy ở Papua New Guinea và quần đảo Solomon.
Môi trường sống tự nhiên của nó là các khu rừng đất thấp ẩm nhiệt đới và cận nhiệt đới. Loài này đang bị đe dọa do mất môi trường sống.